# Nick Carter i el trèvol vermell
Nick Carter i el trèvol vermell (títol original en francès: Nick Carter et le trèfle rouge) és una pel·lícula franco-italiana dirigida per Jean-Paul Savignac, estrenada el 1965. Ha estat doblada al català.

## Argument
En missió a Anvers, l'agent Nick Carter s'enfronta als autors del robatori d'una caixa que conté coets equipats amb una càrrega nuclear.

## Repartiment
- Eddie Constantine: Nick Carter
- Nicole Courcel: Dora
- Jeanne Valérie: Lia
- Joe Dassin: Janos
- Jacques Harden: Herbert
- Georges Guéret
- Jean Ozenne
- Marcello Pagliero: Witt
- Michel Ruhl: Rudolph
- Graziella Galvani: Nanny
- Roger Rudel: Beckman